# パピロジェ
パピロジェは、日本の女性アイドルグループ。2016年に誕生した。福岡県福岡市東区箱崎を拠点とする。姉妹グループであるパピマシェの妹分。福岡発 クール & ビューティ アイドルグループ。 薔薇（Rosier）に舞う蝶（Pappillon）をイメージに 華麗に舞い続けます！をコンセプトに福岡を中心に活動。

## ディスコグラフィー
シングル
- 2016年5月15日 - 『7 ～SeVeN～』
- 2018年4月17日 - 『Re:bellion〜禁断の果実〜』
- 2019年10月1日 - 『FAITH』
- 2021年7月13日 - 『Isolated』

アルバム
- 2023年2月21日 - 『The Invisible Prides』